# 帕杜卡 (德克薩斯州)
帕杜卡（英語：Paducah）是一個位於美國德克薩斯州科特爾縣的城市。根據2010年美國人口普查，該地共人口1186人，而該地的面積約為3.90平方千米。同時該地也是科特爾縣的縣治。

## 地理
帕杜卡的座標為34°00′50″N 100°18′14″W / 34.01389°N 100.30389°W，而該地的平均海拔高度為567米（即1860英尺）。